# 圣嘉禄·鲍荣茂堂 (安特卫普)
圣嘉禄·鲍荣茂堂（St.-Carolus Borromeuskerk）是比利时安特卫普的一座罗马天主教教堂,位于亨德里克 Conscience广场。

## 历史
该堂灵感来源于罗马耶稣会母堂耶稣教堂，是世界上第一个供奉耶稣会会祖圣依纳爵·罗耀拉的教堂。
该堂曾以鲁本斯的39幅天顶画著称。但是1718年7月18日雷击引起的大火摧毁了鲁本斯的壁画，此后该堂重建。1773年耶稣会被取缔，该建筑关闭。1779年重新开放，更名为圣嘉禄·鲍荣茂堂，以圣嘉禄·鲍荣茂命名。
1803年，圣嘉禄·鲍荣茂堂成为普通的堂区教堂。 1830年比利时独立之前荷兰统治时期，改为新教教堂，巴洛克内部被改建。

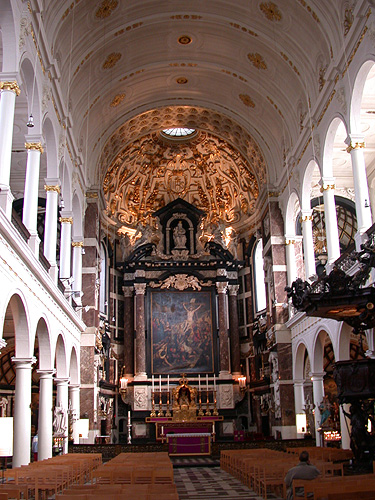
内部

1980年代进行的修复，恢复了该堂巴洛克的辉煌。 2009年8月30日，该堂再次失火，但重要的艺术品均未受损失。

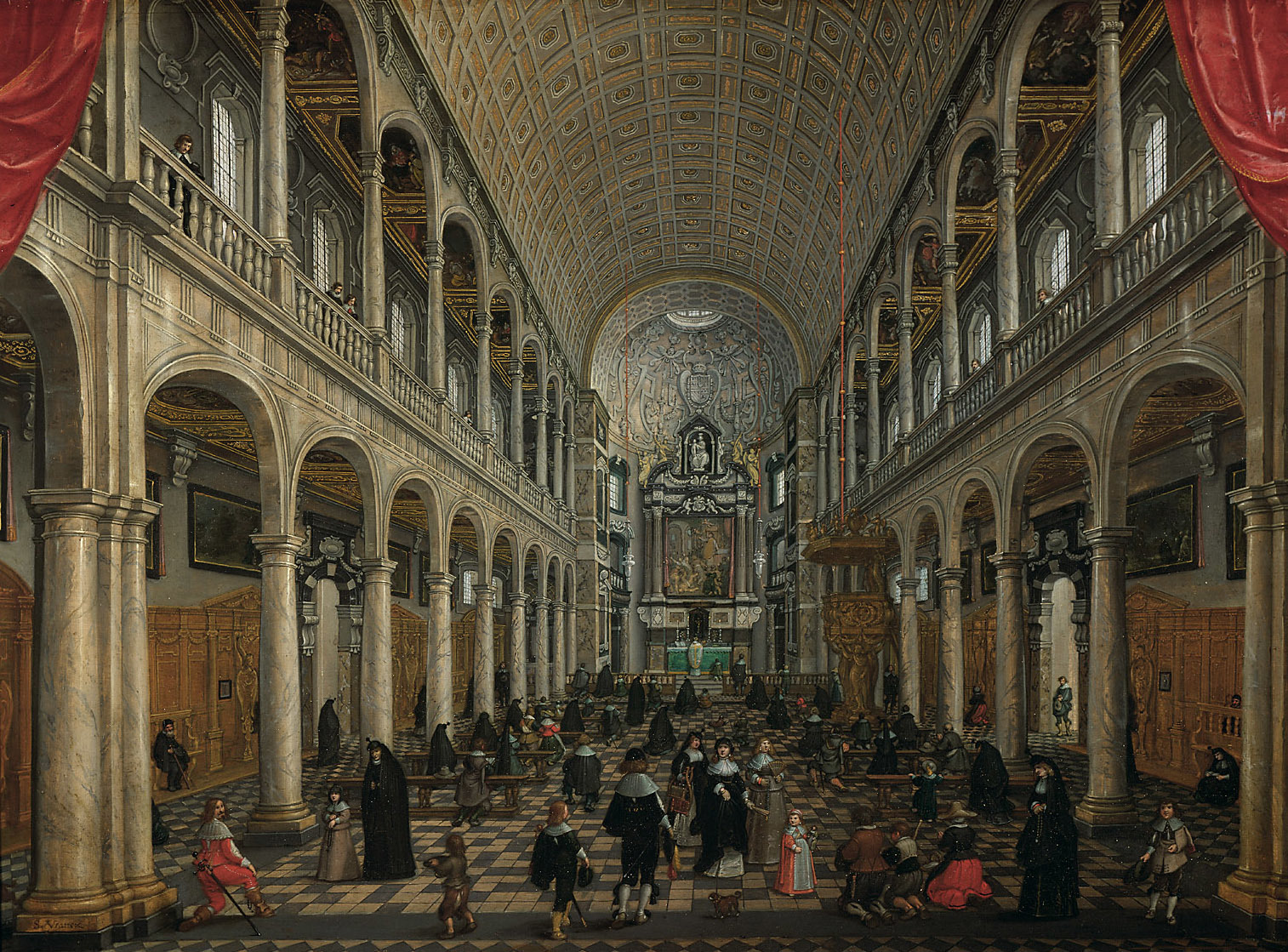
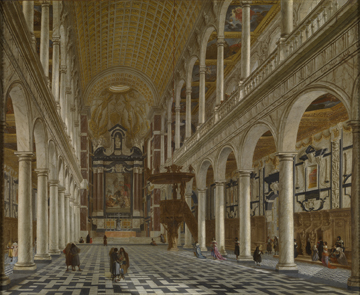
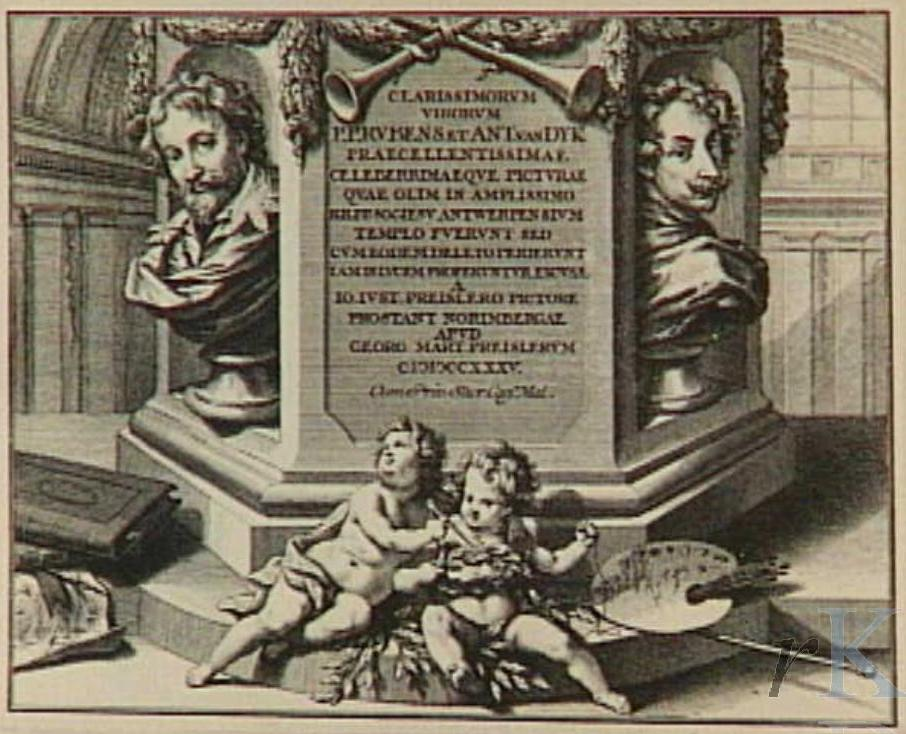
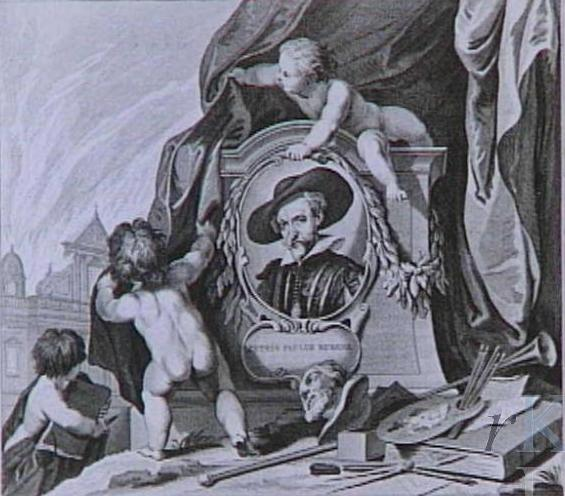